# M4 (макропроцессор)
m4 — универсальный макропроцессор, в отличие, к примеру, от препроцессора C, не привязанный к какому-либо языку программирования или разметки.
Разработан в 1977 году соавторами UNIX — Брайаном Керниганом и Денисом Ритчи и, являясь частью стандарта POSIX, входит в состав утилит любой UNIX-подобной операционной системы.
Реализует простой предметно-ориентированный декларативный миниязык макроподстановки, который зачастую используется для расширения миниязыков других утилит UNIX, например вместе с autoconf или для конфигурирования почтового сервера sendmail.